# Kystradio Nord
Kystradio Nord (ehemals Bodø Radio) ist eine norwegische Küstenfunkstelle mit Sitz in Bodø.
Das Unternehmen begann 1938 als Betreiber einer Telefonstation und wurde zusammen mit dem nationalen Telefonunternehmen (norwegisch: „Rikstelefon“) in der Stadt bis zum Mai 1964 in einem Gebäude untergebracht, in dem es, neben der See-Telefonie und Telegraphie auch die Verantwortung für Luftverkehrskommunikation mit Flugzeugen. 1991 wurde Aeradio dem Luftfahrtsamt von Norwegen (heute Avinor) unterstellt. Heute wird es von Telenor betrieben.
Anfangs sendete Bodø Radio nur für die eigene Gemeinde, wurde aber nach und nach auf die Kommunikation in Nordland, Troms und großer Teile der Norwegischen Wirtschaftszone (Norges økonomiske sone) über ferngesteuerte Ultrakurz- und Mittelwelle ausgedehnt. Als Ende der 1980er Jahre Harstad Radio geschlossen wurde, wechselten viele Hörer zu Bodø Radio.
Per Fernsteuerung werden das Jan Mayen Radio seit 1994 und das Bjørnøya Radio seit Herbst 1996 über Satellitenstationen bedient, man deckt so die Bereiche rund um diese Inseln für Radiokommunikation und Wetterberichte über Ultrakurz- und Mittelwelle ab. 
Seit Anfang April 2006 übernahm Bodø die Fernsteuerung aller maritimen Funksysteme auf Spitzbergen, einschließlich Isfjord Radio und ist mit der Schließung von Vardø Radio in der Finnmark 2018 für alle Gebiete nördlich von Rørvik und bis einschließlich Svalbard verantwortlich. Der südliche Teil Norwegens unterliegt dem Kystradio Sør in Sola bei Stavanger.
Kystradio Nord ist heute gemeinsam mit der Rettungszentrale für Nord-Norwegen an der Jakhelln Brygge in Bodø platziert.